# 남산도서관 (아산시)
남산도서관은 충청남도 아산시 소재의 시립 도서관이다.

## 연혁
- 2006년 3월 8일 개관.

## 시설현황
- 3층: 강당, 종합자료실
- 2층: 제1·2일반열람실
- 1층: 청소년열람실, 백합어린이집, 관리사무실, 교양강좌실, MDF실
- 지하 1층: 서고, 식당 및 매점, 에어로빅실, 휴게실, 기계실, 전기실, 방통대

## 이용 안내
이용 시간
- 일반열람실: 매일 08:00~24:00
- 자료실(도서대출): 화~토요일 09:00~22:00 / 일요일 09:00~18:00
- 북카페: 매일 09:00 ~ 22:00

휴관일
- 국경일과 정부에서 지정하는 공휴일
- 매주 월요일(단, 월요일은 열람실 개관)